# Docalidia multidentata
Docalidia multidentata är en insektsart som beskrevs av Nielson 1982. Docalidia multidentata ingår i släktet Docalidia och familjen dvärgstritar. Inga underarter finns listade i Catalogue of Life.